# سیارک ۳۹۰۰
سیارک ۳۹۰۰ (به انگلیسی: 3900 Knezevic، نامگذاری:1985RK) سه هزار و نهصدمین سیارک کشف شده‌است که در ۱۴ سپتامبر ۱۹۸۵ کشف شد.
قدر مطلق سیارک برابر ۱۳٫۶۰ است.